# Mócia
Mócia (em grego clássico: Μοτύη, Μοτύα; em italiano:  Mozia, Mothia) foi uma grande e poderosa cidade fenícia na costa oeste da Sicília durante a expansão fenícia pelo mar Mediterrâneo, nos primeiros séculos do 1.º milênio a.C. Situava-se entre Drepano (a moderna Trapani) e Lilibeu (a moderna Marsala), nas ilhas do Grande Estanque de Marsala, e hoje faz parte da comuna de Marsala. A ilha foi renomeada Ilha de São Pantaleão no século XI por monges basilianos.
Embora haja sinais de ocupações mais antigas, a ilha foi ocupada sistematicamente por fenícios por quatro séculos. O nome antigo em fenício era Mtw, Mtw ou Hmtw, como aparece nas legendas das moedas encontradas; o nome grego Motye, Μοτύη, é citado em Tucídides e Diodoro Sículo. 
A pequena ilha está situada a um quilômetro da costa da Sicília. Era ligada a esta no período antigo por uma estrada artificial, através da qual carroças com rodas largas podiam chegar à cidade. A cidade foi destruída em um cerco em 397 a.C., pelo rei Dionísio I de Siracusa, segundo conta a narrativa de Diodoro Sículo.

## História
A fundação da cidade provavelmente data do século VIII a.C., cerca de um século após a fundação de Cartago na atual Tunísia. Era originalmente uma colônia dos fenícios, que gostavam de escolher sítios semelhantes, e provavelmente, em primeira instância, era apenas um empório comercial, mas gradualmente se tornou uma cidade florescente e importante. Os fenícios transformaram a ilha inóspita, que eles chamavam de Motya, em uma das cidades mais afluentes do seu tempo, naturalmente defendida pela lagoa, bem como por altos muros defensivos. Posteriormente, na Idade Média, as salinas foram utilizadas para evaporação, moagem de sal e refinamento, e para manter a condição da lagoa e da própria ilha. Recentemente, os moinhos e salinas foram restaurados pelos proprietários atuais do terreno e abertos ao público.
Os gregos, no entanto, de acordo com seu costume, atribuíram-lhe uma origem lendária, e derivaram seu nome de uma mulher chamada "Motya", a quem eles se relacionavam com as fábulas sobre Héracles. De acordo com moedas encontradas no local, o nome "Motya" é derivado do fenício Mtw e é dito que significa "centro de fiação de lã". Em comum com os outros assentamentos fenícios na Sicília, passou em um período posterior sob o governo ou dependência de Cartago, de onde Diodoro o chama de colônia cartaginesa, mas é provável que isso não seja estritamente correto.
À medida que as colônias gregas na Sicília aumentavam em número e importância, os fenícios gradualmente abandonaram seus assentamentos no bairro imediato dos recém-chegados e concentraram-se nas três principais colônias de Solunto, Panormo (Palermo moderna) e Mócia. O último destes assentamentos, dada sua proximidade a Cartago e sua situação oportuna para a comunicação com o norte da África, bem como a força natural de sua posição, tornou-se uma das principais fortalezas dos cartagineses, bem como uma das mais importantes de suas cidades comerciais na ilha. Parece ter mantido, nesses dois aspectos, a mesma posição que foi alcançada em um período posterior por Lilibeu.
Não obstante esses relatos de sua importância inicial e condição florescente, o nome de Mócia raramente é mencionado na história até pouco antes do período de seu memorável cerco. Este é mencionado pela primeira vez por Hecateu de Mileto, e Tucídides a menciona entre as principais colônias dos fenícios na Sicília, que ainda subsistiram no período da expedição ateniense, em 415 a.C. Alguns anos depois (409 a.C.), quando o exército cartaginês, sob o comando de Aníbal Magão, aterrissou no promontório de Lilibeu, o general colocou sua frota em segurança no golfo em torno de Mócia enquanto avançava com suas forças terrestres ao longo da costa para atacar Selinunte. Após a queda da cidade, somos informados de que Hermócrates, o exilado siracusano, que havia se refugiado em suas ruínas com um numeroso grupo de seguidores, arrasou os territórios de Mócia e Panormo. Novamente, durante a segunda expedição dos cartagineses sob Amílcar (407 a.C.), essas duas cidades se tornaram a estação permanente da frota cartaginesa.

### Cerco de Mócia
A narrativa do cerco a Mócia é fornecida pelo historiador grego Diodoro Sículo, que escreveu no século I a.C. Foi a posição importante que Mócia havia alcançado que levou o rei Dionísio I de Siracusa a dirigir seus principais esforços para sua capitulação, quando em 397 a.C. ele, por sua vez, invadiu o território cartaginês na Sicília. Os cidadãos de Mócia, por outro lado, confiando no socorro de Cartago, prepararam-se para uma resistência vigorosa através do corte da ligação que os unia ao continente. Isso obrigou Dionísio a recorrer ao tedioso e laborioso processo de construção de um montículo de terra através do espaço que separava a ilha do continente. Mesmo depois disso, com os equipamentos militares de Dionísio (entre os quais a formidável catapulta que nesta ocasião aparecia pela primeira vez) levados para as muralhas, os mótios continuaram com uma resistência desesperada. Depois que as muralhas e torres foram destruídas pelas forças avassaladoras do inimigo, ainda mantiveram a defesa de rua em rua e de casa em casa. Essa luta obstinada só aumentou a anterior exasperação dos gregos sicilianos contra os cartagineses; quando finalmente as tropas de Dionísio se tornaram mestres da cidade, colocaram toda a população sobrevivente, homens, mulheres e crianças, na ponta da espada.

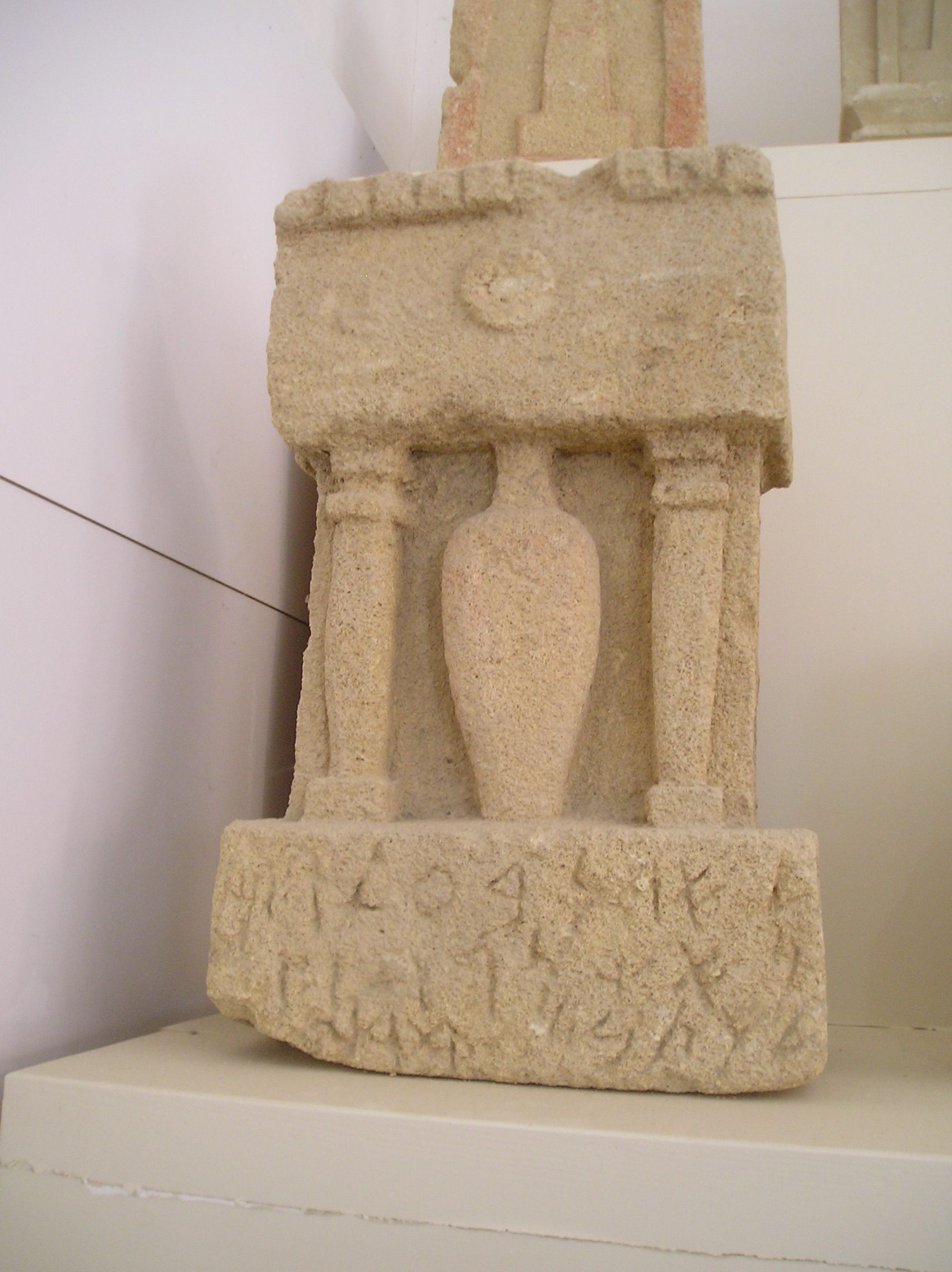
Estela funerária púnica (fenícia) encontrada em Mócia.

Depois disso, o déspota siracusano colocou a cargo de uma guarnição um oficial chamado Biton, enquanto seu irmão Leptines de Siracusa tornou a estação de sua frota. Mas na primavera seguinte (396 a.C.), o general cartaginês Himílcon desembarcou em Panormo com uma força muito grande e recuperou a posse de Mócia sem muita dificuldade. A cidade, no entanto, não estava destinada a recuperar sua antiga importância; pois Himílcon, aparentemente impressionado com as vantagens superiores de Lilibeu, fundou uma nova cidade no promontório desse nome, ao qual ele transferiu os poucos habitantes restantes de Mócia.
A partir desse período, a cidade desaparece completamente da história; a pequena ilhota em que foi construída provavelmente já, como agora, ficou habitada apenas por alguns pescadores. Quando os romanos conquistaram a Sicília, durante a Primeira Guerra Púnica (264–241 a.C.), Mócia foi eclipsada por Lilibeu.
É um fato singular que, embora não tenhamos conta de Mócia ter recebido qualquer população grega, ou caído nas mãos dos gregos antes de sua conquista por Dionísio, existem moedas da cidade com a legenda grega "ΜΟΤΥΑΙΟΝ". Eles são, no entanto, de grande raridade, e aparentemente são copiadas daquelas da vizinha cidade de Segesta.

## Escavações
O sítio arqueológico de Mócia, sobre o qual geógrafos anteriores estavam com muita dúvida, foi claramente identificado e descrito por William Henry Smyth. Entre o promontório de Lilibeu (Capo Boéo) e o de Egitalo (San Teodoro), a costa forma uma baía profunda, em frente à qual se encontra um longo grupo de ilhotas rochosas baixas, chamado Stagnone, ou Grande Estanque de Marsala. Dentro destes, e consideravelmente mais perto do continente, encontra-se a pequena ilha hoje chamada São Pantaleão, na qual os restos da cidade antiga ainda podem ser claramente traçados. Fragmentos das muralhas, com  dois portões, ainda existem, e as moedas, bem como peças de tijolos e cerâmica antigos foram encontradas dispersos por toda a ilha. O circuito do último não excede 2,5 km, e é habitado apenas por alguns pescadores, mas a terra não é desprovida de fertilidade.  O espaço confinado em que a cidade foi construída concorda com a descrição de Diodoro Sículo de que as casas eram altas e de construção sólida, com ruas estreitas (στενωποί) entre elas, o que facilitou a defesa desesperada dos habitantes.

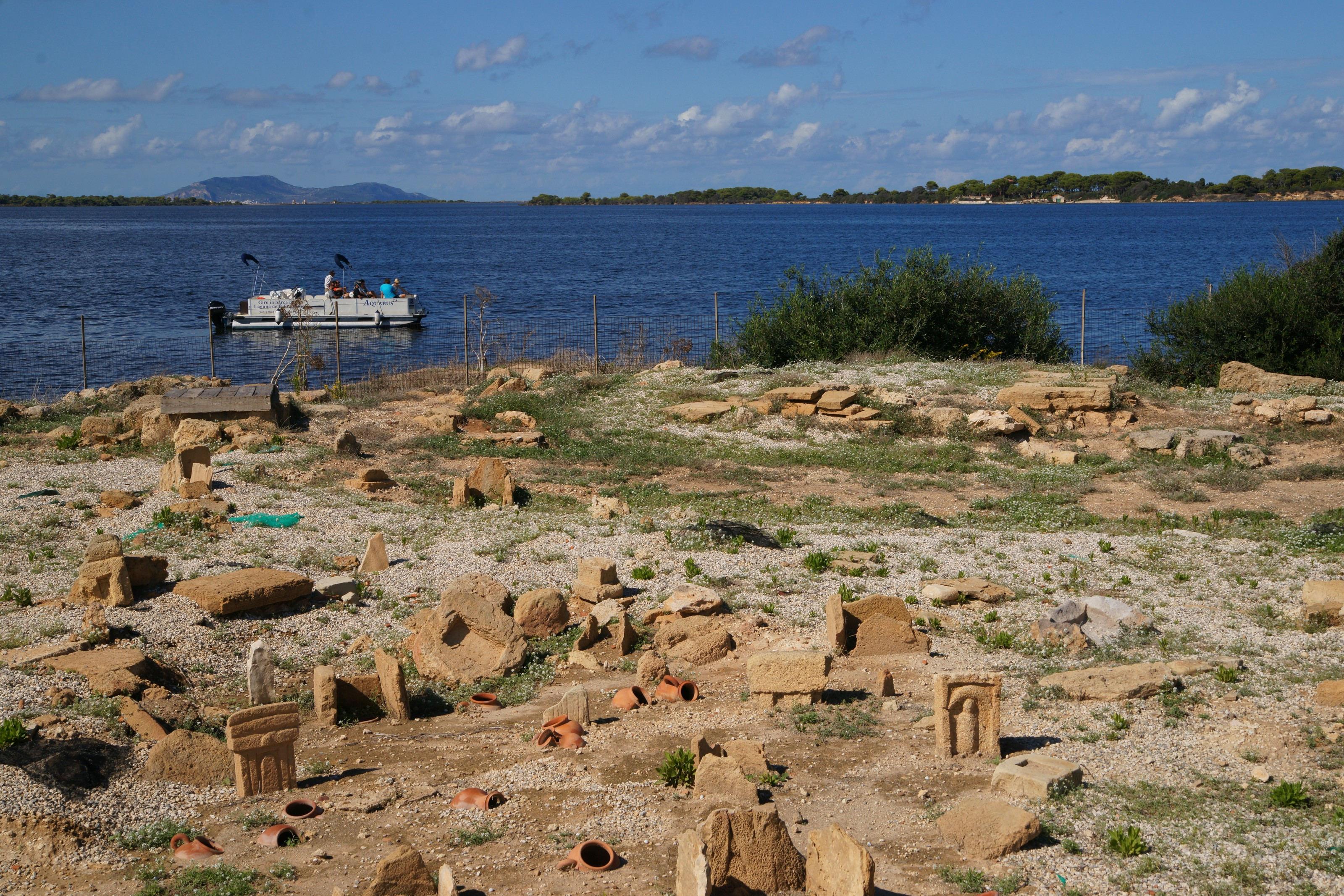
O tofete de Mócia

A ilha de Mócia é de propriedade e operada pela Fundação Whitaker, de  Palermo, famosa pelos vinhos de Marsala. Os passeios estão disponíveis para o pequeno museu e as ruínas bem preservadas de uma civilização de encruzilhada: além das culturas mencionadas acima, os artefatos de Mócia exibem influências egípcias, coríntias, áticas, romanas, púnicas e helênicas. O Tophet, ou tofete, um tipo de cemitério para os restos cremados de crianças, possivelmente (mas não totalmente comprovado) como sacrifício para Tanit ou Ba'al Hammon, é também bem conhecido. Muitas das residências antigas estão abertas ao público, com visitas guiadas em inglês e italiano.
Em março de 2006, escavações arqueológicas descobriram quartos de uma casa anteriormente não descoberta em uma das muralhas da cidade. Os achados mostraram que a cidade tinha uma população próspera muito tempo depois que comumente se acredita ter sido destruída pelos antigos gregos. Os itens descobertos incluem panelas de cozinha, vasos de estilo fenício, altares e teares.

A topografia geral da cidade fenícia é obtida tanto a partir de restos arqueológicos trazidos à luz pelas escavações, em particular a partir do caminho das muralhas, tanto sobre as condições físicas do solo e os dados obtidos a partir de fotografias aéreas. O setor sul é uma área relativamente grande alongada, que foi talvez a acrópole da cidade ("área B"), flanqueada pelas duas áreas menores. A oeste tem sido destacada o Kothon, provavelmente uma lagoa artificial associada aos templos adjacentes, dos deuses Baal e Astarte. Ao norte outra elevação modesta é ocupada pelo santuário de "Cappiddazzu", que vem de uma estrada do Portão Norte. Os dados arqueológicos parecem referir-se à segunda metade do século VI a.C., com uma primeira fase de desenvolvimento urbano, em que foram construídas obras públicas maciças (fortificações, arranjo das zonas portuárias e o Kothon, expansão dos santuários, vias de acesso ao continente). A parte central da ilha é coberta por um sistema de estrada com artérias longas (aproximadamente Norte/Sul - Leste/Oeste) que se encontram em um ângulo direito, formando uma ampla e relativamente regular estrutura para os bairros residenciais, bastante estendidos, mas presumivelmente intercalados com jardins e pomares. Os bairros ao longo da praia são sempre orientados ao longo da costa, em todo o perímetro da ilha. Nos subúrbios do norte fica a parte central da necrópole e o Tophet, ou tofete, enquanto que ao longo da costa norte e leste estende-se uma área de oficina. Na costa sul encontra-se a rica residência da "Casa dos Mosaicos". A ligação entre o centro e os subúrbios seria assegurada por uma forma anelar, uma porção da qual pode-se reconhecer pela borda do sul da área industrial da necrópole. Supunha-se que a orientação diferente era resultante de uma acomodação posterior do centro da cidade, inspirada no plano hipodâmico das cidades gregas, usado na Sicília e Magna Grécia no século V a.C., enquanto que os subúrbios seguiriam uma instalação anterior. Porém, a configuração urbanística da cidade também pode ser encontrada em outras cidades fenícias, como a própria Tiro, possivelmente origem dos primeiros colonizadores de Mócia. Outro plano semelhante ao de Mócia fica no assentamento púnico no sítio moderno de Kerkouane, ou cabo Bon, na Tunísia.

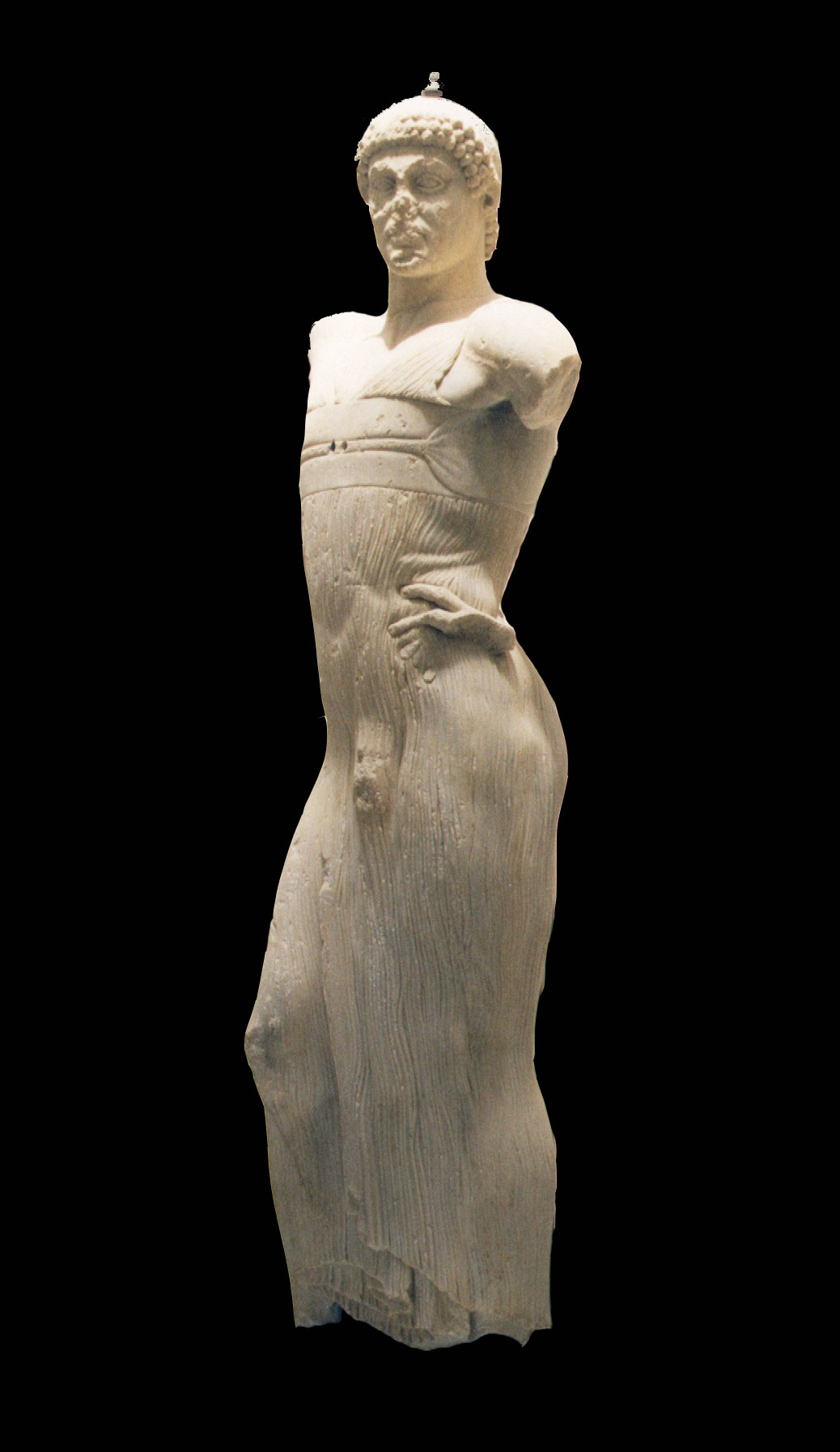
O jovem de Mócia (século V a.C.

## O jovem de Mócia
A bela escultura do "jovem de Mócia", ou "cocheiro de Mócia", encontrada em 1979, está em exibição no museu Giuseppe Whitaker. É um exemplo raro de um vencedor de uma corrida de carros que deve ter sido muito rico para comissionar tal trabalho, dada a qualidade artística e do material da peça. Foi encontrado junto às fundações do santuário do Cappidazzu, ao norte da ilha, associado portanto a um contexto religioso, próximo às fortificações fenícias que foram erguidas rapidamente antes de Dionísio I de Siracusa invadir e destruir Mócia em 397 a.C.. A interpretação que sugere que a figura seja ligada à atividade de cocheiro vem da faixa horizontal que atravessa o peitoral, típica de outras representações de cocheiros do período arcaico. Diferentes interpretações sugerem que o jovem represente Héracles, ou Melqart, Apolo ou uma alusão a Alcimedonte, o auriga da carruagem de Aquiles na Ilíada.
Sua excelente qualidade implica que foi feita por um artista grego importante no início do século V a.C., mas seu estilo é diferente de qualquer outro período, demonstrando características híbridas das culturas grega e púnica. Uma interpretação de sua origem é que teria sido saqueado de uma cidade grega conquistada por Cartago em 409−405 a.C. Outros autores, porém, acreditam que tenha sido comissionada na própria cidade de Mócia.

## Piscina sagrada
Um lago artificial com 2.500 anos em Mócia foi uma piscina sagrada alinhada com o céu para refletir a luz das estrelas de constelações importantes. No seu apogeu foi a peça central de um santuário com templos e altares que honravam várias divindades.
O trabalho arqueológico decorreu entre 2002 e 2020 e permitiu concluir que a piscina, que se estende por uma área de 52,5 por 37 metros, refletia as estrelas de constelações importantes.
No santuário, havia um espaço a marcar a posição de Capella (Alpha Aurigae) quando se eleva para norte durante o equinócio do outono.
No mesmo recinto, mas mais a sul, havia uma marca a representar Sirius (Alpha Canis Major) quando se eleva para o sul durante o equinócio de outono.
O centro da piscina tinha um pedestal com uma estátua do Deus fenício Ba’al, uma área que estava alinhada com a ascensão de Órion no solstício de inverno.
Os arqueólogos também encontraram o ponteiro de bronze de um astrolábio, um antigo instrumento de navegação, durante a escavação do Templo de Ba’al, e uma estátua de um babuíno com cabeça de cão, uma personificação do deus egípcio Toth, associado à Astronomia.
A piscina foi construída por volta do ano 550 a.C., altura em que a região de Mócia foi reconstruida após um ataque de Cartago, antiga rival de Roma.

## Galeria

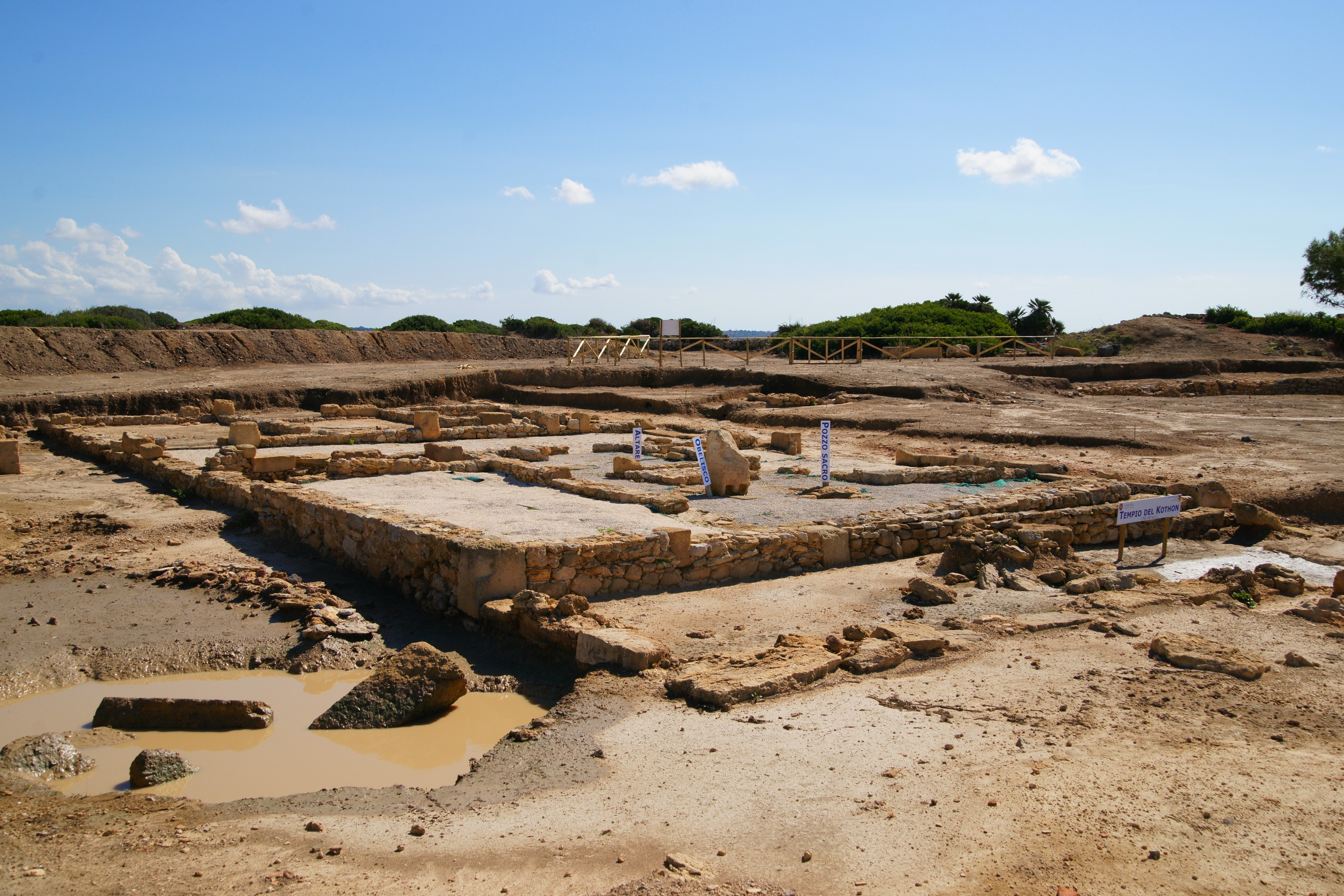
Ruínas do Kothon e templo de Baal
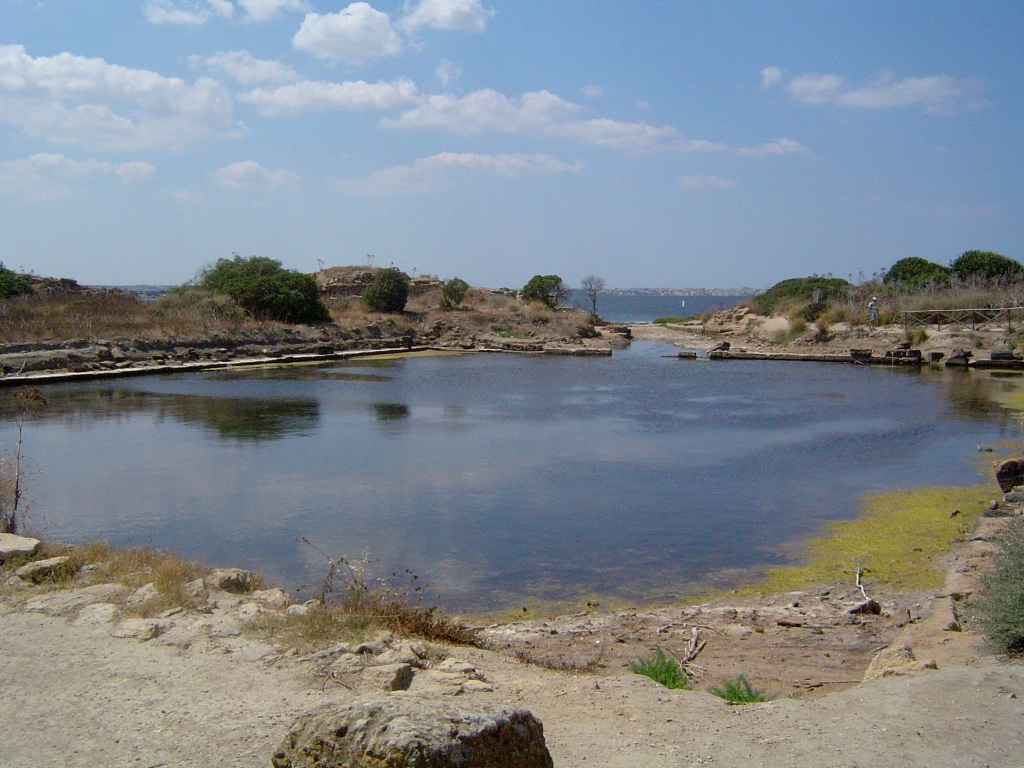
Kothon de Mócia
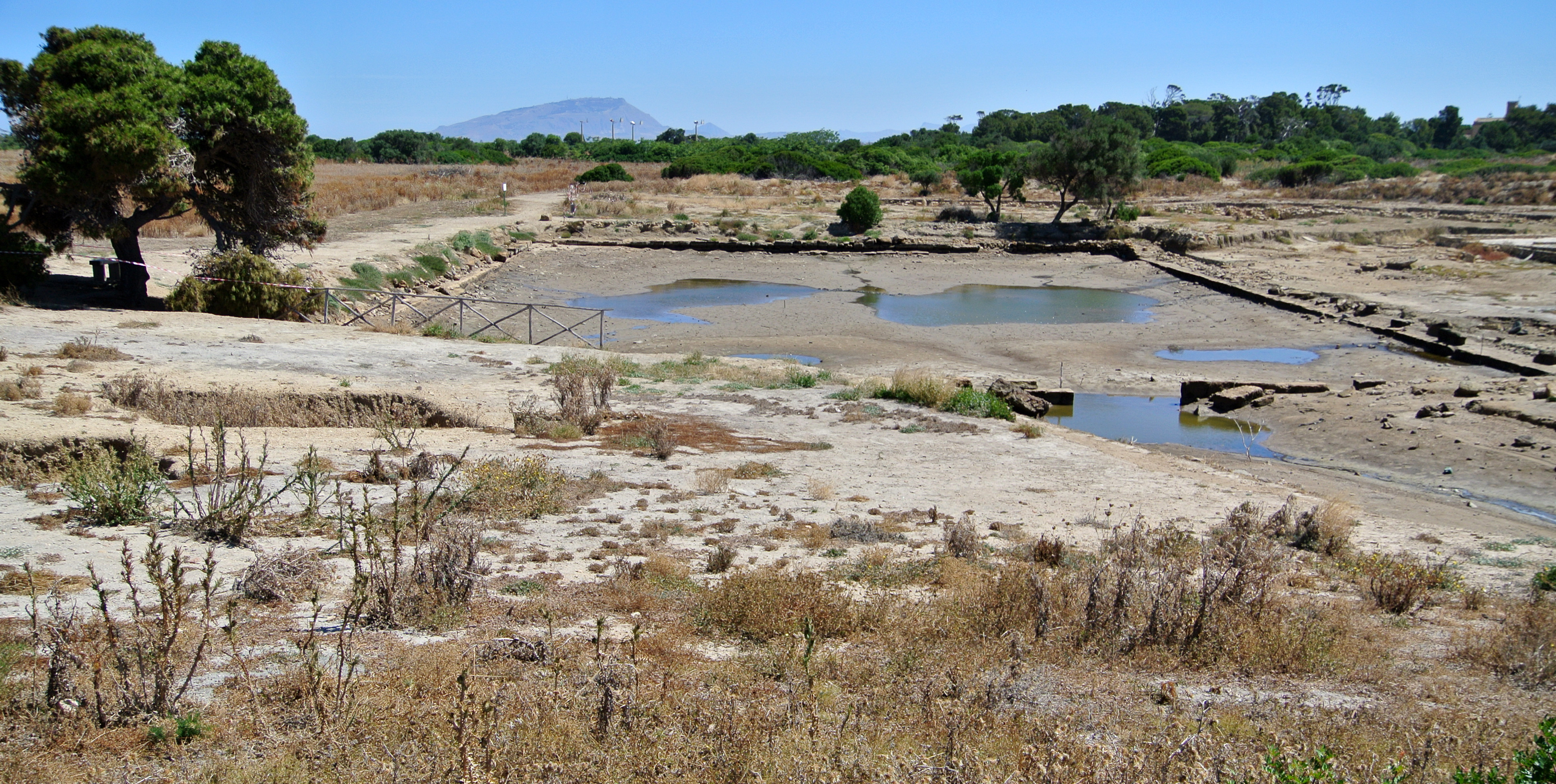
Escavações no Kothon, 2013
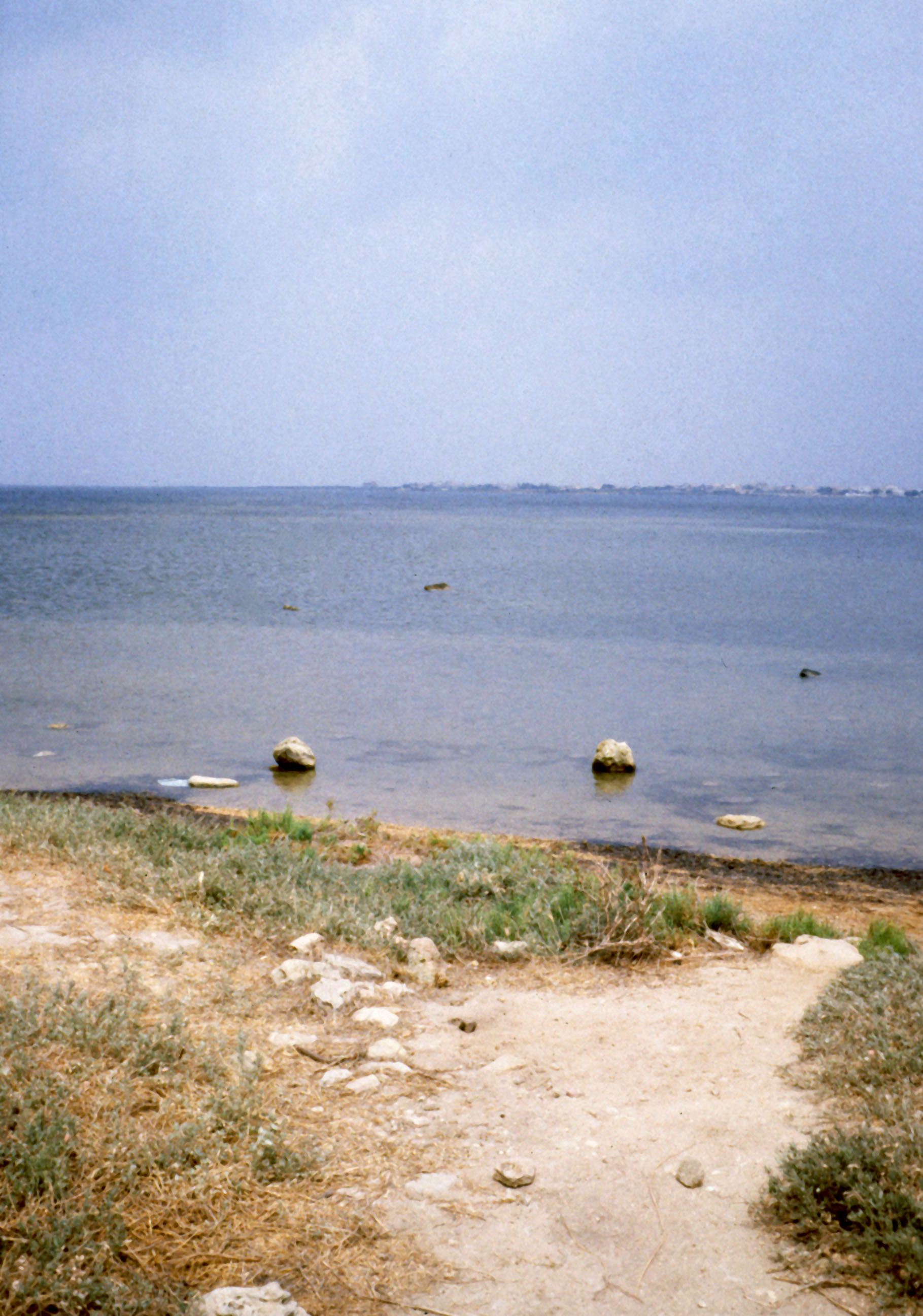
Restos da passagem para a Sicília
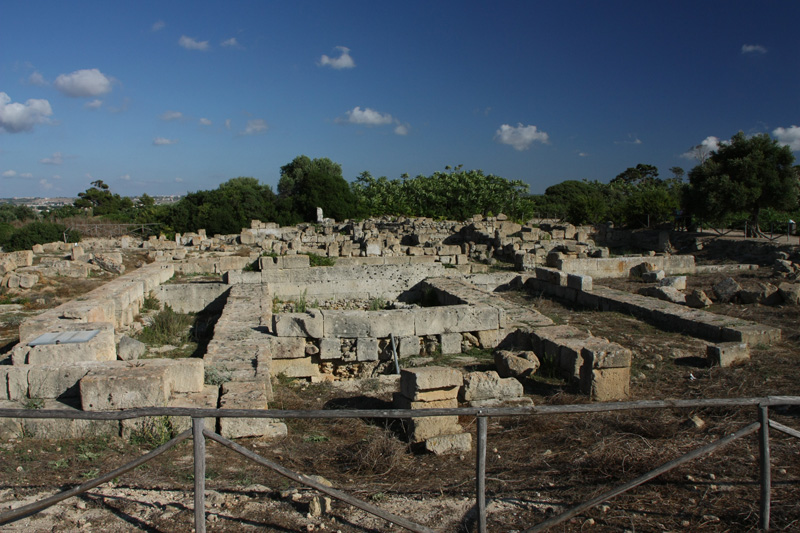
Santuário do "Cappidazzu"
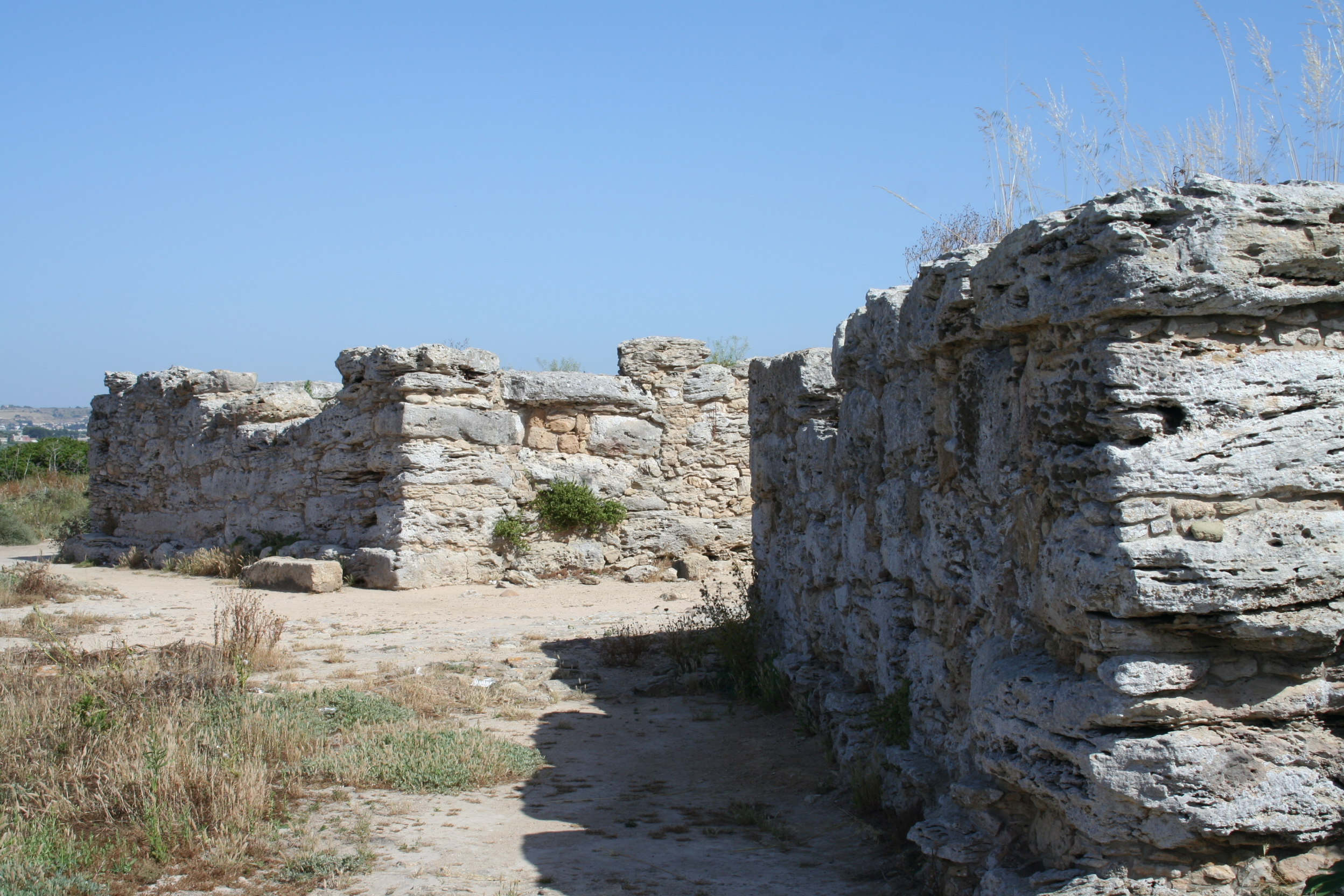
Muralhas da cidade